# Austrochaperina guttata
Austrochaperina guttata är en groddjursart som beskrevs av Richard G. Zweifel 2000. Austrochaperina guttata ingår i släktet Austrochaperina och familjen Microhylidae. IUCN kategoriserar arten globalt som livskraftig. Inga underarter finns listade.

## Bildgalleri